# Strauss Fantasy
Strauss Fantasy ist ein US-amerikanischer Kurzfilm aus dem Jahr 1954 mit und über die Musik der österreichischen Familie Strauss.
Der Film war 1955 für einen Oscar nominiert.

## Inhalt

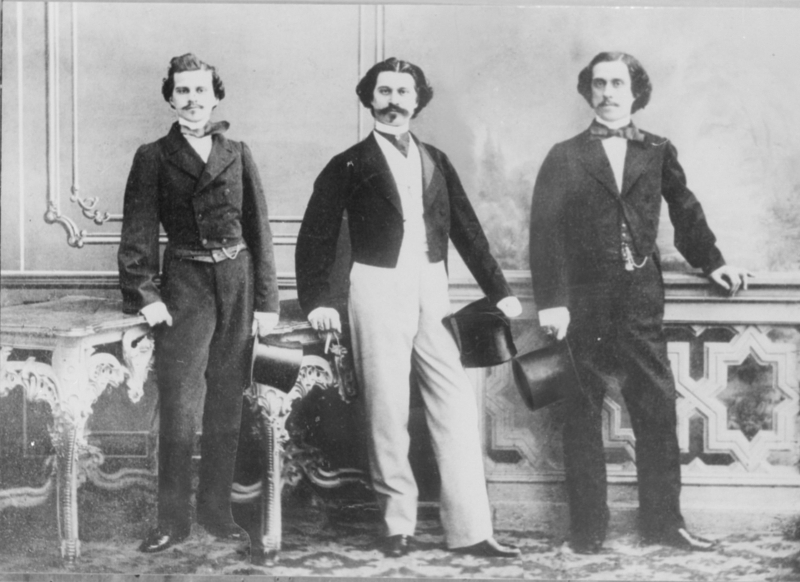
Eduard Strauß, Johann Strauss II, Josef Strauss auf einer zeitgenössischen Fotomontage

Johnny Green leitet das MGM Symphony Orchestra, das Walzer und andere Musikstücke der Familie Strauss spielt. So erklingen beispielsweise die
- Geschichten aus dem Wienerwald, Tanzwalzer op. 325,
- der Tanzwalzer Künstlerleben,
- die High Spirits Polka,
- die Schnellpolka Unter Donner und Blitz op. 324,
- der Kaiser-Walzer op. 437,
- der weltbekannte Walzer An der schönen blauen Donau sowie
- die Ouvertüre zur Operette Die Fledermaus von Johann Strauss (Sohn) (1825–1899).

Von Johann und Josef Strauss (1827–1870) wird
- die Pizzicato-Polka op. 449 beigesteuert sowie eine Polka von Josef Strauß mit dem Titel
- Wiener Leben und von
- Johann Strauss (Vater) (1804–1849) sein bekanntestes Werk der Radetzky-Marsch.

## Produktion
Es handelt sich um eine Produktion von Metro-Goldwyn-Mayer. Die Musik wurde von Johnny Green zusammengestellt, Wesley C. Miller war für den Ton zuständig.

## Auszeichnung
Johnny Green war 1955 mit dem Film in der Kategorie „Bester Kurzfilm“ (1 Filmrolle) für einen Oscar nominiert, der jedoch an World Wide Pictures und Morse Films und ihren Film Thursday’s Children ging. Der Film handelt von tauben Kindern, die an Sprache herangeführt werden.